# SS Green Mountain State (T-ACS-9)
Le SS Green Mountain State (T-AC-9) est un navire-grue  du département de la Défense des États-Unis, en réserve pour l'US Navy. Le navire porte le nom de l'État du Vermont, également connu sous le nom de Mountain State.

## Historique
Beaver State a été établi le 2 décembre 1963, sous le nom de cargo vraquier, SS Mormacaltair, sous contrat de l'United States Maritime Administration (MARAD). Construit par le Chantier naval Ingalls de Pascagoula, dans le Mississippi, il a été lancé le 20 août 1964 et livré au MARAD le 26 mars 1965, pour le service avec la compagnie Moore-McCormack (en). 
En 1975, le navire a été allongé et converti en porte-conteneurs partiel par Todd Ship Yard, à Galveston au Texas. Il a été vendu à l'United States Lines en 1983 et rebaptisé SS American Altair. Ayant cessé leurs activités en 1986, le navire a été remis à la MARAD en 1987 et placé dans la National Defense Reserve Fleet (NDRF). Le navire a été converti en navire-grue au National Steel and Shipbuilding Co. à San Diego, Californie, et mis en service sous le nom de SS Green Mountain State (T-ACS-9) le 15 mars 1992, affecté à la Ready Reserve Force (RRF), sous le contrôle opérationnel du Military Sealift Command (MSC).

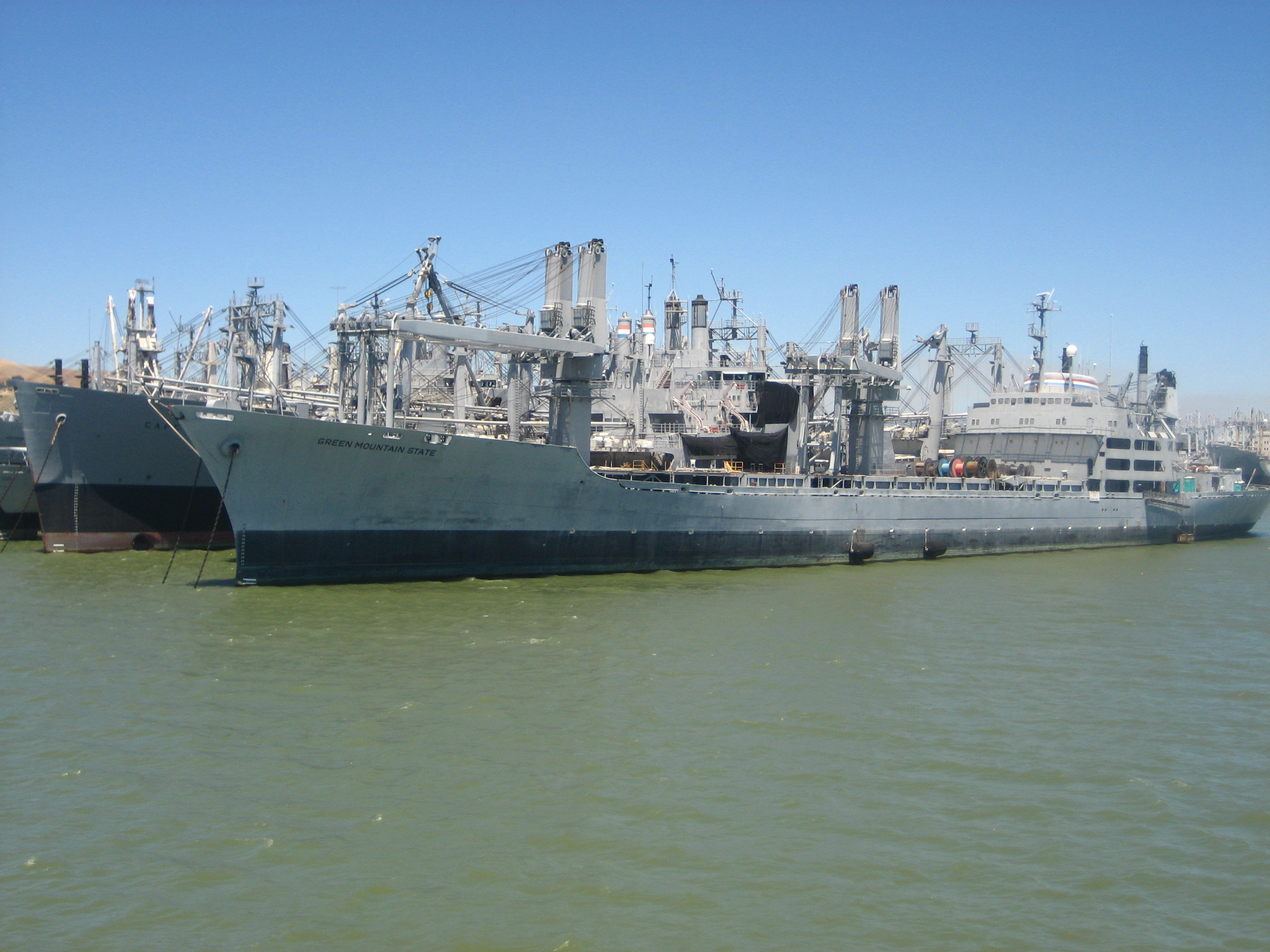
Mis en réserve dans la baie de Suisun, 2011

Green Mountain State a été amarré à Bremerton, où il a été maintenu dans un état de préparation, affecté au troisième escadron de navires de prépositionnement maritime. Il a été retiré du contrôle du MSC et retiré de la RRF par réaffectation à la National Defense Reserve Fleet au Texas le 28 juillet 2006. Il a depuis été réaffecté à la Suisun Bay Reserve Fleet (en), en baie de Suisun en Californie.

### Liens connexes
- Liste des navires auxiliaires de l'United States Navy
- navire-grue